# Kleibosrussula
De kleibosrussula (Russula pseudointegra) is een vrij zeldzame paddenstoel behorend tot het geslacht Russula. De soort vormt mycorrhiza met eiken (Quercus) en Fagus-soorten, vooral in lanen op klei of leem. Hij leeft in een vergelijkbare habitat en heeft eenzelfde uiterlijk als Russula rosea en onderscheidt zich echter door zijn bitter smakende vruchtvlees en mentholgeur.

## Kenmerken
Hoed
De vlezige hoed is (5) 10-15 cm breed. Bij jonge paddenstoelen is hij vaak halfbolvormig gesloten, dan convex en pas later uitgespreid. Het midden kan soms licht ingedeukt zijn. De rand van de hoed is op latere leeftijd vaak golvend gebogen, nauwelijks gegroefd en vaak witachtig bedekt met een poederachtige laag. De hoedhuid is meestal egaal kersenrood van kleur. Maar hij kan ook dieproze, scharlakenrood tot helder koraalrood van kleur zijn. Zelden is het midden geelachtig gebleekt of vertoont het okerachtige of oranje tinten. Bij jonge vruchtlichamen of bij regen is de hoedhuid licht vettig tot plakkerig, later droog en mat glanzend tot fluwelig, en later glad.
Lamellen
De lamellen staan dicht opeen, ze zijn in het begin wittig maar later geel. Soms vertonen ze een zalmroze glans, en na verloop van tijd kunnen ze donkerder worden tot oranje-oker. De lamellen zijn smal aangehecht aan de steel of bijna vrijstaand, ze zijn zelden gevorkt.
Steel
De witte steel is 4-10 cm lang, 1,5-3 cm breed en cilindrisch van vorm. Jong is hij poederig, min of meer glad en stevig, maar al snel wordt hij hol en uiteindelijk sponsachtig-poreus. Bij ouderdom wordt de steel vaak grijs.
Geur en smaak
De paddenstoel ruikt naar menthol. De geur kan echter ook doen denken aan fruit, bramenjam of aan de geur van de gewone zwavelkop. Het vlees smaakt licht bitter, na wat kauwen licht scherp en samentrekkend. 
Sporenprint
De sporenprint is oker-geel (IVb volgens Romagnesi).
Chemische reacties
Deze paddenstoel reageert niet met gujak. IJzer(II)sulfaat verkleurt het vlees tot grijs en sulfovanilline veroorzaakt een levendige rode verkleuring van het steelvlees.

### Microscopische kenmerken
De sporen zijn kort elliptisch tot bijna bolvormig, 7-8,5 µm lang en 6,5-8 µm breed. Ze zijn bedekt met lage wratten van ongeveer 0,7 µm hoog die een vrij onvolledig netwerk vormen. De hoedhuid bevat geen pileocystidia, maar wel ingekapselde, lange en vrij brede (2,7-4 µm) primordiale hyfen. Deze hyfen bevatten vacuolen maar geen membraanpigmenten.
De cystidia op de lamellen zijn dof of spindelvormig en hebben een amorfe buitenste laag die de cellen als een mantel omhult, waarbij de top vrij blijft. De pleurocystidia zijn 55-80 µm lang en 8,5-13 (17) µm breed en hebben celwanden van meer dan 2 µm dik. De basidia zijn 43-60 µm lang, 10-13 µm breed en hebben 2, 3 of 4 sterigma.

## Ecologie
Net als alle russula's is de kleibosrussula een mycorrhizapaddenstoel. Hij gaat een symbiose aan met eiken, en  beuken. Hij kan ook partnerschappen aangaan met andere loofbomen, maar dat gebeurt minder vaak. De paddenstoel geeft de voorkeur aan vochtige, zwak zure tot licht alkalische bodems met een matige hoeveelheid voedingsstoffen. De soort komt vooral voor op klei- en leemgronden. De vruchtlichamen verschijnen van juli tot begin oktober.

## Verspreiding

Europese verspreiding

De kleibosrussula komt voor in Noord-Azië (Verre Oosten van Rusland, Japan), Noord-Amerika (Verenigde Staten) en Europa. In Zuid-Europa komt hij voor van Spanje tot Roemenië en in West-Europa van Frankrijk tot Groot-Brittannië. In Oost-Europa komt hij voor in Wit-Rusland en Rusland, en in Noord-Europa komt hij voor in heel Zuid-Fennoscandinavië.
In Nederland en België komt deze paddenstoel vrij algemeen voor in riviergebieden, daarbuiten is hij zeldzaam of ontbreekt. Hij staat niet op de rode lijst en is niet bedreigd.

## Foto's

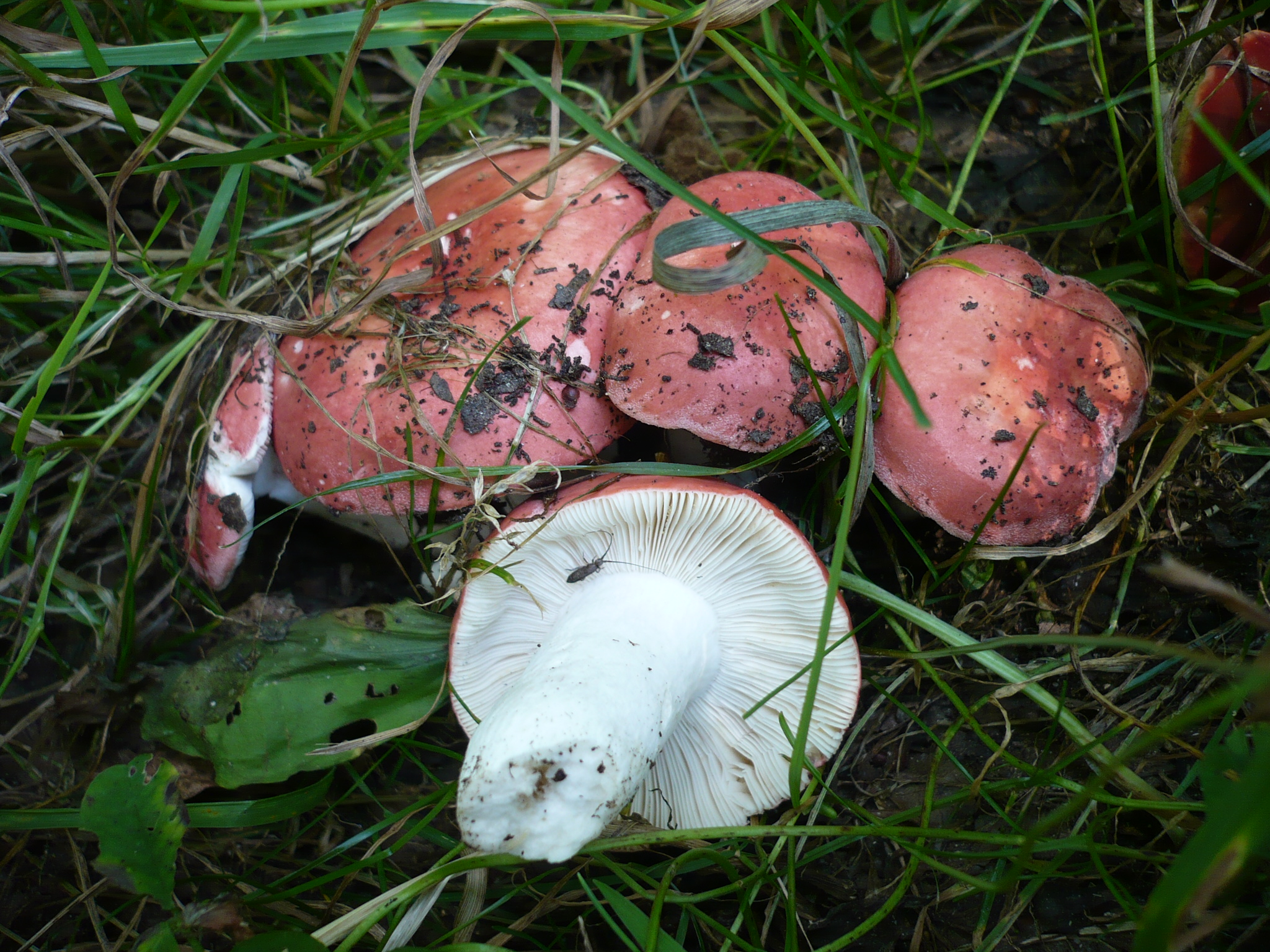
Groepje exemplaren
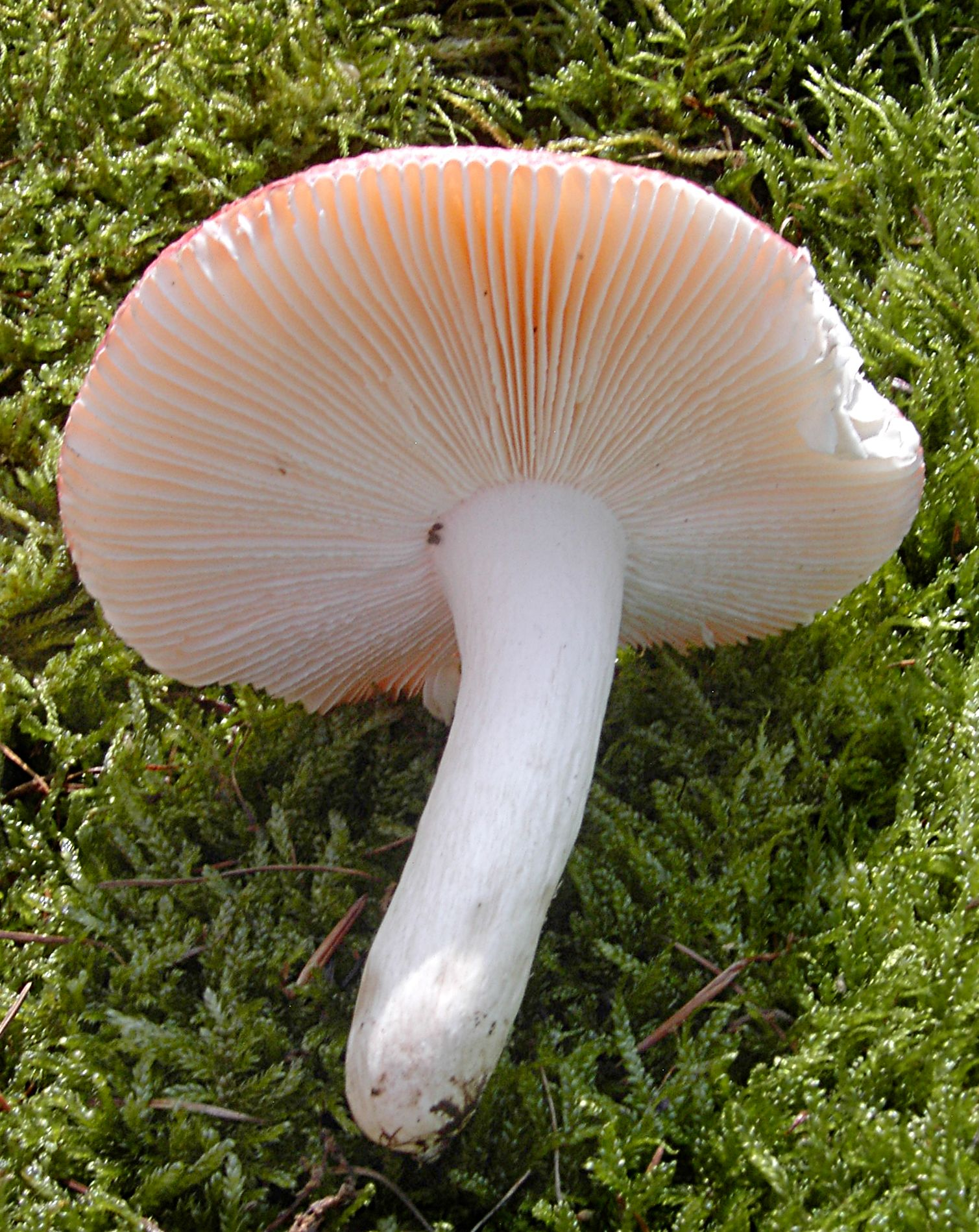
Lamellen